# Vịt lặn vai buồm
Vịt lặn vai buồm, tên khoa học Aythya valisineria, là một loài chim trong họ Vịt.
Đây là là một loài vịt lặn lớn nhất được tìm thấy ở Bắc Mỹ.
Loài vịt này có chiều dài từ 48–56 cm (19–22 in) và nặng 862–1.600 g (1.900–3.527 lb), với sải cánh dài 79–89 cm (31–35 in). Nó là loài lớn nhất trong chi Aythya, có kích thước tương tự như một con vịt trời nhưng với một cấu trúc nặng hơn và nhỏ gọn hơn nó. 191 cá thể vịt trống trú dông ở miền tây New York cân nặng trung bình 1.252 g (2.760 lb) và 54 con vịt mái có cân nặng trung bình 1.154 g (2.544 lb).